# Roshown McLeod
Roshown McLeod (nacido el 17 de noviembre de 1975 en Jersey City, Nueva Jersey) es un exjugador de baloncesto estadounidense que disputó 3 temporadas en la NBA. Con 2,03 metros de estatura, jugaba en la posición de alero.

## Trayectoria deportiva

### Universidad
Tras jugar al baloncesto en el Instituto St. Anthony de Jersey City, McLeod pasó sus dos primeros años universitarios en St. John's antes de ser transferido a Duke, siendo el primer jugador que ficha el entrenador de los Blue Devils Mike Krzyzewski. Tras promediar 7,2 puntos y 5,8 rebotes en 57 partidos con St. John's, McLeod pasó a firmar 13,7 puntos y 5,5 rebotes en sus dos años en Duke, liderando a los Blue Devils en anotación en la 1997-98. Fue incluido en el mejor quinteto de Atlantic Coast Conference y All-America en su año sénior, con números de 15,3 puntos y 5,6 rebotes y un 49.4% en tiros de campo.

### Profesional
Fue seleccionado en la 20.ª posición del Draft de la NBA de 1998 por Atlanta Hawks. En su primera temporada no contó con muchas oportunidades, jugando 10 minutos por partido y anotando 4.8 puntos. Tras dos campañas y media en los Hawks fue traspasado a Philadelphia 76ers el 22 de febrero de 2001 con Dikembe Mutombo por Toni Kukoc, Nazr Mohammed, Pepe Sánchez y Theo Ratliff. Sus números durante la temporada antes de dejar los Hawks fueron notables, con 9.9 puntos y 3.5 rebotes en 34 partidos, en los 25 fueron de titular. Una lesión en la pierna izquierda le apartó dos meses de las canchas, por lo que tan solo jugó un partido con la camiseta de los 76ers.
Debido a las lesiones, McLeod se retiró del baloncesto profesional en 2002, habiendo jugado 113 partidos y anotando un total de 817 puntos. En septiembre de 2002 fue nombrado asistente del entrenador de la Universidad de Fairfield, y en 2008 se unió al personal del entrenador de la Universidad de Indiana Tom Crean.

## Estadísticas de su carrera en la NBA

### Temporada regular
| Temporada | Edad | Equipo             | Liga | P   | TIT | MIN  | TC  | TCA | %TC  | 3P  | 3PA | %3P  | TL  | TLA | %TL  | R.OF. | R.DEF. | REB | ASIS | ROB | TAP | PER | FP  | PTS |
| 1998-99   | 23   | Atlanta Hawks      | NBA  | 34  | 0   | 10.2 | 1.8 | 4.8 | .380 | 0.0 | 0.3 | .100 | 1.1 | 1.3 | .822 | 0.4   | 1.1    | 1.5 | 0.4  | 0.1 | 0.0 | 0.7 | 0.7 | 4.8 |
| 1999-00   | 24   | Atlanta Hawks      | NBA  | 44  | 20  | 19.5 | 3.0 | 7.5 | .395 | 0.0 | 0.3 | .154 | 1.2 | 1.6 | .771 | 0.9   | 2.2    | 3.1 | 1.2  | 0.4 | 0.1 | 1.3 | 1.9 | 7.2 |
| 2000-01   | 25   | TOTAL              | NBA  | 35  | 25  | 26.3 | 4.1 | 9.5 | .437 | 0.1 | 0.6 | .091 | 1.3 | 1.5 | .882 | 1.1   | 2.3    | 3.4 | 1.7  | 0.7 | 0.2 | 1.7 | 2.6 | 9.6 |
| 2000-01   | 25   | Atlanta Hawks      | NBA  | 34  | 25  | 26.7 | 4.2 | 9.7 | .436 | 0.1 | 0.6 | .095 | 1.3 | 1.5 | .882 | 1.1   | 2.4    | 3.5 | 1.7  | 0.7 | 0.2 | 1.7 | 2.6 | 9.9 |
| 2000-01   | 25   | Philadelphia 76ers | NBA  | 1   | 0   | 15.0 | 1.0 | 2.0 | .500 | 0.0 | 1.0 | .000 | 0.0 | 0.0 |      | 1.0   | 1.0    | 2.0 | 0.0  | 0.0 | 0.0 | 1.0 | 2.0 | 2.0 |
| Total     |      |                    | NBA  | 113 | 45  | 18.8 | 3.0 | 7.3 | .409 | 0.0 | 0.4 | .111 | 1.2 | 1.5 | .819 | 0.8   | 1.9    | 2.7 | 1.1  | 0.4 | 0.1 | 1.2 | 1.8 | 7.2 |

### Playoffs
| Temporada | Edad | Equipo        | Liga | P | MIN | TCA | TC | 3PA | 3P | TLA | TL | R.OF. | REB | ASIS | ROB | TAP | PER | FP | PTS | %TC  | %3P | %FT   | MIN | PTS | REB | AST |
| 1998-99   | 23   | Atlanta Hawks | NBA  | 6 | 49  | 11  | 21 | 0   | 0  | 4   | 4  | 1     | 3   | 1    | 1   | 1   | 1   | 3  | 26  | .524 |     | 1.000 | 8.2 | 4.3 | 0.5 | 0.2 |
| Total     |      |               | NBA  | 6 | 49  | 11  | 21 | 0   | 0  | 4   | 4  | 1     | 3   | 1    | 1   | 1   | 1   | 3  | 26  | .524 |     | 1.000 | 8.2 | 4.3 | 0.5 | 0.2 |